# La principessa delle ostriche
La principessa delle ostriche (Die Austernprinzessin) è un film muto del 1919 diretto da Ernst Lubitsch. Una commedia interpretata da Victor Janson, Ossi Oswalda e Harry Liedtke; un'ironica presa in giro del capitalismo made in USA, con il suo "re delle ostriche" che la dà sempre vinta alla viziatissima Ossi, figlia ed erede designata, degna - per lui - soltanto di un vero principe.

## Trama
La giovane Ossi Quaker, capricciosa e volubile, dà in escandescenza poiché ha appreso dal giornale che una semplice ragazza borghese ha sposato un conte: ella vorrebbe dunque avere subito un marito di rango ancora più elevato, come si addirebbe a lei, rampolla del grande imprenditore soprannominato "il re delle ostriche" (che verosimilmente detiene il monopolio di tali prelibatezze), suo padre. Il signor Quaker si rivolge quindi ad un intermediario matrimoniale, che individua lo sposo ideale per Ossi nientedimeno che nel principe Nucki.
Il principe, oltre a mostrare una scarsa attitudine per il matrimonio, è ormai decaduto ed oberato di debiti, e vive in una misera cameretta insieme al suo amico Josef. Per darsi delle arie, tuttavia, Nucki dice al sensale che manderà innanzitutto Josef – che designa come suo consigliere – a sondare preventivamente la situazione e a prendere visione della ragazza. Giunto nella ricca magione dei Quaker, Josef viene scambiato per il principe, e l'irrequietezza e l'iperattività di Ossi (insieme alla fondamentale noncuranza del padre) fanno sì che il matrimonio venga celebrato – con una cerimonia non del tutto regolamentare – il giorno stesso.
La cena susseguente alla cerimonia, a casa Quaker, viene ammansita a numerosissimi ospiti, serviti da schiere di servitori in livrea. È un trionfo di lusso, un lauto banchetto accompagnato da generose libazioni – nonché dall'esplodere di una contagiosa "epidemia di foxtrot" che dilaga fra invitati e personale di servizio -, ai quali Josef prende parte con grande soddisfazione, al punto da finire, completamente ubriaco, la notte, negli appartamenti a lui riservati (Ossi ha raggiunto lo scopo di sposare un nobile, e non dimostra alcun particolare interesse verso di lui – mentre Josef avrebbe in animo di sfruttare la situazione, prima di cadere incosciente…).
Nello stesso tempo il principe Nucki, mentre sta consumando la sua quotidiana aringa affumicata, viene invitato da alcuni amici ad una notte di bagordi, alla quale non avrebbe peraltro potuto partecipare se non avesse ottenuto da loro del denaro in prestito. Il mattino dopo, Ossi prende parte, in casa propria, alla consueta riunione delle "figlie di multimilionari contro l'alcoolismo". Qui si presenta casualmente l'avvinazzato Nucki, reduce dalle sregolatezze notturne: il principe belloccio è subito conteso fra tutte le ragazze, che, per disputarselo, organizzano fra loro un variopinto torneo di boxe.
Ossi risulta vincitrice, e scopre che, oltre all'ostentazione dello status, in un matrimonio, potrebbe contare anche il sentimento, che per la prima volta appare nutrire verso un uomo, Nucki. Anche il principe – passata la sbornia - si innamora di Ossi. È quindi un sollievo per entrambi quando Josef rivela loro di essere già sposati, in quanto il matrimonio era da lui stato contratto sotto il nome di Nucki.    

## Produzione
Il film fu prodotto dalla Projektions-AG Union (PAGU).

## Distribuzione
Il film uscì nelle sale tedesche il 26 giugno 1919, presentato all'UT Ku'damm di Berlino. Negli USA, è stato distribuito in DVD dalla Kino International il 5 dicembre 2006 in NTSC, abbinato a I Don’t Want to Be a Man. Nel 2010, la pellicola è stata proiettata al Festival di Locarno, nell'ambito di una retrospettiva dedicata a Lubitsch.